# Kation
Kátion je ion s pozitivnim električnim nabojem, ki pri elektrolizi potuje proti katodi. Nasprotno predznačen ion je anion.
S sprejemanjem in oddajanjem elektronov si atomi izpopolnijo zunanje lupine. Prehod atoma v ion imenujemo ionizacija, energijo pa ionizacijska energija. Atomi, ki imajo od 1 do 3 zunanje elektone, lahko te oddajo in preidejo v pozitivno nabite ione ali katione (1.-3. skupina periodnega sistema), medtem ko atomi, ki imajo 5 do 7 zunanjih elektonov, lahko sprejmejo elektrone in postanejo negativno nabiti ioni ali anioni (5.-7 skupina periodnega sistema). Elektronsko strukturo atoma posameznega elementa najlažje predstavimo s pikicami.  

## Poimenovanje
Imena enoatomskih kationov se tvorijo iz imena ustreznih elementov s pripono -ov oziorma -ev, npr:
- Cu+ – bakrov (I) kation
- Cu2+ – bakrov (II) kation
- Pb2+ – svinčev (II) kation

Podobno velja tudi za večatomske katione, ki jih lahko obravnavamo kot koordinacijske spojine, npr. [Cu(NH3)4]2+ poimenujemo tetraaminbakrov (II) kation.